# Hamnuna Sabba
R. Hamnuna Sabba war ein Amoräer der dritten Generation in Babylonien und lebte und wirkte Ende des dritten/Anfang des vierten nachchristlichen Jahrhunderts.
Er war ein Schüler Raws, den er so sehr verehrte, dass er einen Schüler, der von Raw abweichende Meinungen vertrat, mit dem Bann belegte, obwohl er selbst ebenfalls der Meinung dieses Schülers war (bab. Schabbat 19 a).